# Brillante Virtuoso
Die Brillante Virtuoso war ein VLCC-Rohöltanker der griechischen Reederei Central Mare Inc. in Athen. Das Schiff geriet am 6. Juli 2011 nach einem angeblichen Piratenangriff vor der Küste des Jemen mit einer vollen Ladung Rohöl in Brand.

## Geschichte
Das Doppelhüllen-Tankschiff mit einer Vermessung von 80.569 BRZ wurde 1991/92 als St. Romuald auf der südkoreanischen Werft der Samsung Heavy Industries für die Gesellschaft Holyrood Shipping Company in Monrovia gebaut und wurde noch im selben Jahr von der indischen Reederei Essar Shipping in Mumbai erworben, die das Schiff bis 2005 als Nandu betrieb. Im April 2005 übernahm die         Parnis Shipping Company mit Sitz auf den Marshallinseln den Tanker und benannte ihn Stainless um. Vom März 2006 bis zum Juni 2007 befand sich das Schiff ohne Umbenennung im Eigentum der zur norwegischen Reederei Camillo Eitzen gehörigen Gesellschaft Partankers III AS, bevor es erneut auf die Parnis Shipping Company übernommen wurde. Seit November 2008 befand sich das Schiff unter dem Namen Brillante Virtuoso im Eigentum der Gesellschaft Suez Fortune Investments Ltd in Majuro (Marshallinseln). Seit dem 13. Februar 2009 wurde das Schiff von der Reederei Central Mare Inc. betreut, die ihren Sitz in Athen hat.
Im Juli 2011 befand sich das Schiff mit einer Ladung von etwa 150.000 Tonnen Rohöl auf der Reise von Kertsch in der Ukraine nach Qingdao in der Volksrepublik China. In den frühen Morgenstunden des 6. Juli 2011 wurde die Brillante Virtuoso vor der Küste des Jemen angeblich von Piraten mit Raketenwerfern angegriffen, als sie sich dem Hafen von Aden näherte, wo sie unbewaffnete Wachmannschaften für die piratengefährdete Passage durch den Golf von Aden an Bord nehmen sollte. Aufgrund des Vorfalls etwa 20 Seemeilen südlich von Aden gerieten Aufbauten des Tankers in Brand. Da es der komplett philippinischen Besatzung nicht gelang, den Brand unter Kontrolle zu bringen, setzte sie einen Notruf ab und verließ bis auf einen Mann das brennende Schiff mit einem Rettungsboot. Die 25 Mann der Mannschaft im Rettungsboot wurden vom US-amerikanischen Lenkwaffenkreuzer Philippine Sea übernommen, das an Bord des brennenden Tankers verbliebene Mannschaftsmitglied wurde von Bord des brennenden Schiffes geborgen. Das Schiff lag brennend und antriebslos nahe der Position 12° 29'N; 044°44'E, später kamen zwei Schlepper hinzu und es gelang, den Brand zu löschen. Danach wurde das Schiff 16 Seemeilen von der Küste entfernt auf der Position 12°29'N; 044°46'E zur Schadensaufnahme und weiteren Maßnahmen geankert.
David Mockett, Gutachter der Versicherung, starb in Aden am 20. Juli 2011 durch die Explosion einer Bombe unter seinem Autositz. Das Schiff wurde als Totalverlust eingestuft und traf am 4. April in Gandani Beach, Pakistan ein, wo es am 7. April zum Abbruch auf den Strand gesetzt wurde.
Eigner des Schiffs war der über ein Geflecht von Briefkastenfirmen getarnte Marios Iliopoulos. Da er sich weigerte, von der Versicherung angeforderte Dokumente zu übergeben, fällte ein Londoner Gericht Anfang Oktober 2019 das Urteil, dass der Piratenangriff nur vorgetäuscht worden war. In der Begründung von Richter Nigel Teare heißt es: "Ich habe festgestellt, dass es im vorliegenden Fall einer Gruppe bewaffneter Männer auf Anweisung des Eigners gestattet war, an Bord des Schiffes zu gehen und es in Brand zu setzen, als Teil des Versuchs des Eigners, einen Betrug zu begehen".